# Asparagus tamariscinus
Asparagus tamariscinus — вид рослин із родини холодкових (Asparagaceae).

## Біоморфологічна характеристика
Рослини в культурі досягають висоти 3–3.5 м, діаметр крони ≈ 1 м (у 10-річному віці). Крона дуже густа, пишна і тендітна. Це невибагливий і витривалий вид. У вересні рослини жовтіють, залишаючись декоративними, поки не випаде сніг. Кладодії облітають з встановленням негативних температур.

## Середовище проживання
Ареал: Казахстан, Киргизстан, Монголія, Тува, Сіньцзян.